# 埃尔桑-库皮尼
埃尔桑-库皮尼（法語：Hersin-Coupigny，法語發音：[ɛʁsɛ̃ kupiɲi]）是法国上法兰西大区加来海峡省的一个市镇，属于朗斯区。

## 地理
埃尔桑-库皮尼（50°26'46"N, 2°38'52"E）面积12.02 平方千米，位于法国上法蘭西大區加来海峡省，该省份为法国北部沿海省份，西北濒北海，南至索姆省，东临北部省。
与埃尔桑-库皮尼接壤的市镇（或旧市镇、城区）包括：讷莱米讷、桑昂戈埃勒、塞尔万、巴蘭、布维尼布瓦耶夫勒、弗雷尼库尔-勒多尔芒。
埃尔桑-库皮尼的时区为UTC+01:00、UTC+02:00（夏令时）。

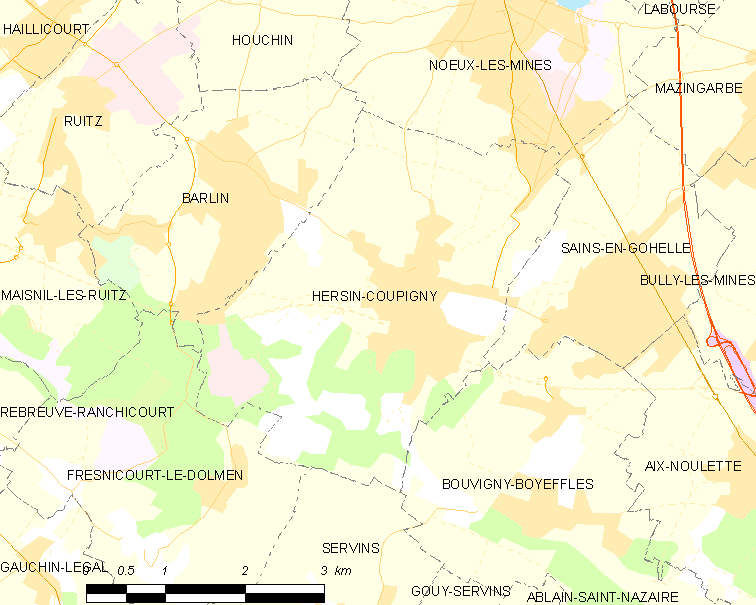
埃尔桑-库皮尼的OSM定位图

## 行政
埃尔桑-库皮尼的邮政编码为62530，INSEE市镇编码为62443。

## 政治
埃尔桑-库皮尼所属的省级选区为讷莱米讷县。

## 人口

1962-2008年间埃尔桑-库皮尼人口变化图示

埃尔桑-库皮尼于2022年1月1日时的人口数量为6098人。